# پایگاه، پنجاب
پایگاه (به انگلیسی: Paigah) یک روستا در پاکستان است که در ناحیه دیره غازی خان واقع شده‌است. پایگاه ۱۱۵ متر بالاتر از سطح دریا واقع شده‌است.